# 16 فبراير
- السبت
- الأحد
- الاثنين
- الثلاثاء
- الأربعاء
- الخميس
- الجمعة

- 12 شعبان 1446  هـ
- 23 شعبان 1446  هـ
- 34 شعبان 1446  هـ
- 45 شعبان 1446  هـ
- 56 شعبان 1446  هـ
- 67 شعبان 1446  هـ
- 78 شعبان 1446  هـ
- 89 شعبان 1446  هـ
- 910 شعبان 1446  هـ
- 1011 شعبان 1446  هـ
- 1112 شعبان 1446  هـ
- 1213 شعبان 1446  هـ
- 1314 شعبان 1446  هـ
- 1415 شعبان 1446  هـ
- 1516 شعبان 1446  هـ
- 1617 شعبان 1446  هـ
- 1718 شعبان 1446  هـ
- 1819 شعبان 1446  هـ
- 1920 شعبان 1446  هـ
- 2021 شعبان 1446  هـ
- 2122 شعبان 1446  هـ
- 2223 شعبان 1446  هـ
- 2324 شعبان 1446  هـ
- 2425 شعبان 1446  هـ
- 2526 شعبان 1446  هـ
- 2627 شعبان 1446  هـ
- 2728 شعبان 1446  هـ
- 2829 شعبان 1446  هـ

16 فبراير أو 16 شُباط أو يوم 16 \ 2 (اليوم السادس عشر من الشهر الثاني) هو اليوم السابع والأربعون (47) من السنة وفقًا للتقويم الميلادي الغربي (الغريغوري). يبقى بعده 318 يومًا لانتهاء السنة، أو 319 يومًا في السنوات الكبيسة.

## أحداث
- 1723 - تنصيب لويس الخامس عشر ملكًا على فرنسا.
- 1785 - أنطوان لافوازييه ينجح في تحليل الماء إلى أكسجين وهيدروجين.
- 1815 - نابليون بونابرت يغادر إلى منفاه في جزيرة إلبا.
- 1863 - تأسيس اللجنة الدولية للصليب الأحمر على يد رجل الأعمال السويسري جان هنري دونانت.
- 1918 - منح الاستقلال للتوانيا.
- 1923 - اكتشاف مقبرة توت عنخ آمون في الأقصر على يد عالم الآثار هوارد كارتر.
- 1948 - الإعلان عن قيام الجمهورية الشعبية الكورية الشمالية بدعم من الاتحاد السوفيتي.
- 1949 - اختيار مدينة ستراسبورغ مقرًا لمجلس أوروبا.
- 1951 - جوزيف ستالين يتهم الأمم المتحدة بأنها أصبحت سلاحًا للحرب العدوانية.
- 1959 - العقيد فيدل كاسترو يتولى زعامة الحكومة الكوبية بعد حملة قادها لنفي الدكتاتور فولغينسيو باتيستا.
- 1965 - رئيس مجلس الأمة الكويتي عبد العزيز حمد الصقر يستقيل من رئاسة المجلس، وانتخاب سعود عبد العزيز العبد الرزاق خلفًا له.
- 1971 - اليابان تطلق قمرها الصناعي الأول نانسي.
- 1979 - زلزال قرب ساحل بيرو بقوة 6.9 على مقياس ريختر يؤدي إلى مقتل 14 شخص.
- 1985 - الجيش اللبناني ينتشر في صيدا بعد انسحاب الجيش الإسرائيلي منها.
- 1986 - الطائرات الفرنسية تنفذ غارة جوية على وادي دوم ضد قاعدة جوية ليبية في شمال تشاد، خلال الصراع التشادي الليبي.
- 1989 - تأسيس مجلس التعاون العربي الذي يضم مصر والأردن والعراق واليمن الشمالي.
- 1992 - اغتيال أمين عام حزب الله عباس الموسوي في غارة إسرائيلية.
- 2005 - اتفاقية كيوتو تدخل حيز التنفيذ.
- 2011 - انطلاق أولى المظاهرات الفعلية لإسقاط نظام معمر القذافي بمدينة البيضاء في ليبيا، وسقوط أولى شهداء ثورة 17 فبراير بالمدينة ذاتها.
- 2017 - تفجيرٌ انتحاريّ في «مزار لال شهباز قلندر» في بلدة سهوان بپاكستان يوقع حوالي 88 قتيلًا وأكثر من 270 جريحًا.
- 2025 -
  - علماء آثار يعلنون أن المقبرة الملكية المكتشفة سنة 2022 قرب الأقصر تعود للفرعون تحتمس الثاني.
  - فوز فيلم «المجمع المغلق» بجائزة أفضل فيلم في حفل توزيع جوائز الأكاديمية البريطانية الثامن والسبعين.

## مواليد
- 1822 - فرانسيس جالتون، عالم رياضيات إنجليزي.
- 1828 - جان هنري دونانت، رجل أعمال سويسري ومؤسس اللجنة الدولية للصليب الأحمر حاصل على جائزة نوبل للسلام عام 1901.
- 1838 - هنري بروكس آدمز، مؤرخ أمريكي.
- 1848 - أوكتاف ميربو، كاتب فرنسي.
- 1875 - عبد المسيح الأنطاكي، شاعر وصحفي وكاتب سوري.
- 1892 - فؤاد أبو غانم، شاعر لبناني.
- 1923 - عصمت عبد العليم، مغنية مصرية.
- 1926 - أحمد فؤاد محيي الدين، رئيس وزراء مصر.
- 1941 - كيم جونغ إل، زعيم كوريا الشمالية.
- 1946 - سمير وحيد، ممثل مصري.
- 1959 - جون ماكنرو، لاعب كرة مضرب أمريكي.
- 1964 - بيبيتو، لاعب كرة قدم برازيلي.
- 1970 - أنجلو بيروتسي، لاعب كرة قدم إيطالي.
- 1971 -
  - خالد العجيرب، ممثل كويتي.
  - أماندا هولدن، ممثلة إنجليزية.
- 1972 - ساره كلارك، ممثلة أمريكية.
- 1976 - كاريس بشار، ممثلة سورية.
- 1979 - فالنتينو روسي، سائق دراجات إيطالي.
- 1984 - أسامة الملولي، سباح تونسي.
- 1987 - حلا رجب، ممثلة سورية.
- 1988 -
  - دنيلسون بريرا نيفيس، لاعب كرة قدم برازيلي.
  - دييغو كابيل، لاعب كرة قدم إسباني.
- 1992 - سينتيا خليفة، ممثلة لبنانية.
- 1994 - فيديريكو بيرنارديسكي، لاعب كرة قدم إيطالي.

## وفيات
- 1391 - يوحنا الخامس باليولوج، إمبراطور الإمبراطورية البيزنطية.
- 1907 - جوزويه كاردوتشي، شاعر إيطالي حاصل على جائزة نوبل في الأدب عام 1906.
- 1917 - أوكتاف ميربو، كاتب فرنسي.
- 1932 - فرديناد بويسون، سياسي فرنسي حاصل على جائزة نوبل للسلام عام 1927.
- 1976 - حسين صدقي، ممثل مصري.
- 1990 - كيث هارينغ، رسام أمريكي.
- 1992 - عباس الموسوي، أمين عام حزب الله اللبناني.
- 1997 - محمد بن خالد آل نهيان، سياسي ومسؤول حكومي إماراتي.
- 2005 - سامي سرحان، ممثل مصري.
- 2009 - ستيفان كيم سو هوان، كردينال كاثوليكي كوري جنوبي ورئيس أساقفه سيول الشرفي.
- 2016 - بطرس بطرس غالي، دبلوماسي مصري والأمين العام السادس للأمم المتحدة.
- 2024 - أليكسي نافالني، معارض روسي بارز.

## أعياد ومناسبات
- عيد الاستقلال في ليتوانيا.

## وصلات خارجية
- وكالة الأنباء القطريَّة: حدث في مثل هذا اليوم.
- النيويورك تايمز: حدث في مثل هذا اليوم.
- BBC: حدث في مثل هذا اليوم.